# Hormius minialatus
Hormius minialatus är en stekelart som beskrevs av Vladimir Ivanovich Tobias 1977. Hormius minialatus ingår i släktet Hormius och familjen bracksteklar. Inga underarter finns listade i Catalogue of Life.